# Fouad Idabdelhay
Fouad Idabdelhay (Bergen op Zoom, 2 mei 1988) is een Nederlands voetballer die als aanvaller speelt.

## Clubcarrière
Idabdelhay maakte in het seizoen 2007/08 zijn debuut bij NAC Breda. Dit gebeurde in het duel voor de KNVB beker met Jong Stormvogels Telstar op 26 september 2007. De aanvaller kwam in de 78e minuut in het veld voor Matthew Amoah. Drie minuten later schoot de invaller de winnende 1-2 binnen.
Enkele dagen later, op 29 september 2007, maakte Idabdelhay zijn competitiedebuut. In het thuisduel tegen PSV verving hij vlak voor het eindsignaal Victor Sikora.
Op dinsdag 22 januari 2008 maakte Idabdelhay zijn eerste competitietreffer voor NAC. Hij kwam twaalf minuten voor tijd als invaller in het veld tegen AZ en maakte in de 85e minuut de 1-1. Enkele minuten later maakte hij zijn tweede treffer en bezorgde hij NAC een 1-2-overwinning. De zaterdag hierop (26 januari) kwam hij in de 68e minuut in het veld in het duel bij Roda JC en maakte hij in diezelfde minuut de 0-2. Dit zou ook de eindstand van het duel worden.
Aan het begin van het seizoen 2009/2010 werd Idabdelhay voor één seizoen verhuurd aan RKC Waalwijk. Na dit seizoen keerde hij terug bij NAC Breda om daar zijn contract uit te dienen.
In de zomer van 2011 tekende Idabdelhay een contract voor twee jaar bij het op dat moment in de 3. Liga uitkomende VfL Osnabrück. Bij zijn competitiedebuut tegen SV Darmstadt 98 maakte hij het winnende doelpunt. Zijn contract werd in januari 2012 ontbonden.
Na ruim een jaar zonder club gezeten te hebben, tekende hij in februari 2013 tot het einde van het seizoen bij FC Dordrecht. In 2014 tekende Idabdelhay een contract bij Wydad Casablanca. In 2015 mocht hij vertrekken. Pas begin 2019 keerde hij terug op het veld bij RKSV Halsteren.

## Carrière
| Seizoen | Club                 | Wedstrijden | Doelpunten | Competitie     |
| ------- | -------------------- | ----------- | ---------- | -------------- |
| 2007/08 | NAC Breda            | 17          | 6          | Eredivisie     |
| 2008/09 | NAC Breda            | 13          | 1          | Eredivisie     |
| 2009/10 | NAC Breda            | 2           | 0          | Eredivisie     |
| 2009/10 | →RKC Waalwijk (huur) | 25          | 3          | Eredivisie     |
| 2010/11 | NAC Breda            | 17          | 1          | Eredivisie     |
| 2011/12 | VfL Osnabrück        | 9           | 1          | 3. Liga        |
| 2012/13 | FC Dordrecht         |             |            | Eerste divisie |
| 2013/14 | AEL Limasol          |             |            | A Divizion     |
| Totaal  |                      | 83          | 12         |                |